# Кристал (Міннесота)
Кристал (англ. Crystal) — місто (англ. city) в США, в окрузі Ганнепін штату Міннесота. Населення — 23 330 осіб (2020).

## Географія
Кристал розташований за координатами 45°2′14″ пн. ш. 93°21′34″ зх. д. / 45.03722° пн. ш. 93.35944° зх. д. (45.037310, -93.359478).  За даними Бюро перепису населення США в 2010 році місто мало площу 15,22 км², з яких 14,97 км² — суходіл та 0,25 км² — водойми.

## Демографія
Згідно з переписом 2010 року, у місті мешкала 22 151 особа в 9183 домогосподарствах у складі 5640 родин. Густота населення становила 1455 осіб/км².  Було 9634 помешкання (633/км²).
Расовий склад населення:
| - 78,1 % — білих - 10,5 % — чорних або афроамериканців - 3,9 % — азіатів - 0,7 % — корінних американців - 3,0 % — осіб інших рас |

До двох чи більше рас належало 3,8 %. Частка іспаномовних становила 6,5 % від усіх жителів.
За віковим діапазоном населення розподілялося таким чином: 21,6 % — особи молодші 18 років, 64,7 % — особи у віці 18—64 років, 13,7 % — особи у віці 65 років та старші. Медіана віку мешканця становила 38,1 року. На 100 осіб жіночої статі у місті припадало 96,8 чоловіків;  на 100 жінок у віці від 18 років та старших — 94,1 чоловіків також старших 18 років.
Середній дохід на одне домашнє господарство  становив 67 872 долари США (медіана — 59 188), а середній дохід на одну сім'ю — 78 557 доларів (медіана — 70 186). Медіана доходів становила 49 457 доларів для чоловіків та 43 136 доларів для жінок. За межею бідності перебувало 10,1 % осіб, у тому числі 17,2 % дітей у віці до 18 років та 3,8 % осіб у віці 65 років та старших.
Цивільне працевлаштоване населення становило 11 980 осіб. Основні галузі зайнятості: освіта, охорона здоров'я та соціальна допомога — 25,9 %, науковці, спеціалісти, менеджери — 15,2 %, виробництво — 14,0 %.

## Відомі люди
- Тревіс Річардс — канадський хокеїст.